# Hans-Hermann Dickhuth
Hans-Hermann Dickhuth (* 1. September 1947 in Braunschweig) ist ein deutscher Sportmediziner.

## Berufliche Stationen
Hans-Hermann Dickhuth wurde als Sohn des Bauingenieurs Hermann Dickhuth und seiner Frau Margarete, geb. Lüders, in Braunschweig geboren. Nach dem Abitur am Gymnasium Salzgitter-Bad 1966 und zweijährigem Wehrdienst studierte er von 1968 bis 1974 Medizin an der Freien Universität Berlin und schloss mit dem medizinischen Staatsexamen ab. Nach der Approbation als Arzt im September 1975 wurde er im Februar 1976 in Berlin bei Peter Paul Lunkenheimer promoviert. 1978 wurde Dickhuth Assistent an der seinerzeit von Joseph Keul geleiteten Abteilung für Sport- und Leistungsmedizin an der Universität Freiburg. 1989 wurde er mit der Leitung der sportmedizinischen Abteilung der Universität Tübingen betraut. Nach dem Tode Keuls kehrte Dickhuth im Jahr 2001 nach Freiburg zurück und wurde dessen Nachfolger als Chefarzt der Sportmedizin an der Universitätsklinik Freiburg.
Im selben Jahr folgte Dickhuth Keul als Präsident der Deutschen Gesellschaft für Sportmedizin und Prävention (DGSP) nach. Seit 2006 ist er deren Ehrenpräsident.
Seit 1981 betreute Dickhuth deutsche Spitzen-Leichtathleten. Die Universitätsklinik Freiburg beschloss allerdings nach einem Abschlussbericht zu Dopingvorwürfen gegenüber Ärzten der Abteilung Sportmedizin, die Betreuung von Leistungssportlern endgültig einzustellen. Dickhuth selber wurde nach demselben Bericht von jeder Mittäter- oder Mitwisserschaft bezüglich der Dopingvorwürfe freigesprochen. Vielmehr wurde konstatiert, dass mit der Übernahme der Abteilung durch Dickhuth zahlreiche organisatorische Maßnahmen ergriffen wurden, „um die Tätigkeit der einzelnen Arbeitsgruppen, das Anmeldesystem für Patienten und die Arzneimittelbestellungen sowie den Zugang zu Untersuchungsräumen und die Ambulanztätigkeit transparenter zu gestalten“

## Plagiatsvorwurf
Am 25. Februar 2011 informierte die Vorsitzende der „Evaluierungskommission Sportmedizin“, Letizia Paoli, das Rektorat der Universität Freiburg, dass im Zuge der Untersuchungen zum Freiburger Dopingskandal Zweifel an der Wissenschaftlichkeit mehrerer Arbeiten aufgekommen seien. Durch einen anonymen Hinweis an die Frankfurter Allgemeine Zeitung wurde daraufhin durch die Presse bekannt, dass es sich im Einzelnen auch um die Habilitationsschrift Dickhuths aus dem Jahr 1983 handelte. Dickhuth soll aus der Dissertation einer eigenen Doktorandin wortgleich abgeschrieben haben. Die Badische Zeitung fand wortgleiche Passagen ohne Verweise in einer weiteren Promotionsschrift aus demselben Jahr; dabei soll es sich um diejenige der heutigen Ehefrau Dickhuths handeln. Die Klinikumsleitung gab den Betroffenen Zeit zu einer Stellungnahme bis zum 11. März 2011. Dickhuth ließ sich am 4. März 2011 beurlauben, war aber ab dem 16. April 2011 wieder im Dienst. Das Rektorat strengte seitdem ein Disziplinarverfahren an, welches vom Wissenschaftsministerium aufgrund von Formfehlern bislang zurückgewiesen wurde. Strittig war hierbei auch die Kompetenz des Rektorats, eine Habilitationsschrift abzuerkennen, da diese eigentlich beim Habilitationsausschuss der Medizinischen Fakultät des Freiburger Uniklinikums liegt. Medienberichten zufolge hatte das Rektorat durch die Beschäftigung externer Anwälte schon Kosten in Höhe von über einer halben Million Euro verursacht.
Unabhängig davon befasste sich der Habilitationsausschuss der Freiburger Medizinischen Fakultät seit 28. Juni 2012 mit den Vorwürfen, vertagte sich jedoch.
Seit dem 1. Oktober 2012 befindet sich Hans-Hermann Dickhuth im Ruhestand. Eine 2011 von Dickhuth beantragte Verlängerung seines Vertrages wurde von der Fakultät abgelehnt, da die Abteilung Sportmedizin neu ausgerichtet werden soll. Dickhuth zog darauf seinen Antrag zurück und erhielt im Gegenzug die Möglichkeit, noch ein weiteres Jahr als Emeritus an der Fakultät wissenschaftlich zu arbeiten. Am 14. Oktober 2013 entschied der Habilitationsausschuss der Medizinischen Fakultät mit knapper Mehrheit, Dickhuth die Habilitation wegen Plagiats abzuerkennen – der erste derartige Beschluss in der Geschichte der Freiburger Universität. Dessen Anwälte kündigten an, die Entscheidung vor Gericht anzufechten.
Am 28. Mai 2014 wurde durch einen Radiobeitrag bekannt, dass weitere Habilitationsschriften an der Universität Freiburg aufgetaucht seien, welche weitreichende textliche Übereinstimmungen mit Doktorarbeiten aufweisen. Zum Teil stammen diese Habilitationsschriften von Professoren, die selber auf die Aberkennung von Dickhuths Habilitationsschrift hingewirkt haben. Des Weiteren hat Dickhuth die fraglichen Textteile Sprachanalytikern zufolge selbst verfasst. Außerdem seien die fraglichen Dissertationen erst nach der Habilitationsschrift vorgelegt worden, Dickhuth habe sie somit gar nicht zitieren können.
Einer der o. g. Professoren war der Ärztliche Direktor des Uniklinikums Freiburg Jörg Rüdiger Siewert. Er drängte auf die Aberkennung mit der Begründung, dass anderenfalls in der Öffentlichkeit der Eindruck entstünde, man nehme wissenschaftliches Fehlverhalten nicht ernst genug. Seine eigene Habilitationsschrift weist allerdings Übereinstimmungen mit der Doktorarbeit seines ehemaligen Mitarbeiters Hans-Fred Weiser auf.
Im September wurde der Entzug der Habilitation von Dickhuth bestandskräftig. Dem Widerspruch hatte der Habilitationsausschuss nicht stattgegeben und Dickhuth hatte diesen dann am 12. September 2014 selbst zurückgenommen. Das Disziplinarverfahren gegen ihn wurde am 9. September 2014 eingestellt. Dickhuth ist damit Ruhestandsbeamter und weiterhin berechtigt, den Titel Professor zu führen, da er seine Dienstpflichten als Professor einwandfrei erfüllt habe.
Im Februar 2016 wurden Details der Begründung der Aberkennung bekannt: Dickhuth habe zwar die Texte selber verfasst, mit der zur Verfügungstellung an seine Doktoranden jedoch das Urheberrecht an diese abgetreten.
Nach Einschätzung der Zeitschrift Laborjournal wurde Dickhuth zu Unrecht die Habilitation aberkannt. Demnach sollte Dickhuth als Bauernopfer für den angeschlagenen Ruf des Universitätsklinikums Freiburg öffentlichkeitswirksam demontiert werden, um eine Kürzung des Kliniketats zu verhindern. Hierfür habe die Universitätsleitung einen siebenstelligen Betrag aufgewandt. In anderen, ähnlich gelagerten und dem Dekanat bekannten Fällen von Habilitationsschriften Freiburger Spitzenmediziner sei man jedoch untätig geblieben und habe diese nicht einmal an die „Untersuchungskommission Redlichkeit in der Wissenschaft“ weitergeleitet oder die Mediziner selber informiert. Zudem habe der zuständige Unterausschuss des Habilitationsausschusses „schlampig und fehlerhaft“ gearbeitet. Der Vorsitzende des Unterausschusses, Norbert Südkamp, habe in seiner Habilitationsschrift selber zahlreiche Übereinstimmungen in Abbildungen und Tabellen mit gleich drei Dissertationen. Statt Dickhuth die Habilitation abzuerkennen, hätte man seinen früheren Doktorandinnen O. und W. die Doktortitel aberkennen müssen.

## Ämter und Ehrungen
- 2000–2006 Präsident der Deutschen Gesellschaft für Sportmedizin und Prävention (DGSP)
- 2006 Ehrenpräsident der Deutschen Gesellschaft für Sportmedizin und Prävention (DGSP)
- 2006 Ehrenmitglied der Österreichischen Gesellschaft für Sportmedizin und Prävention
- 2001–2009 Mitglied des Scientific Board ECSS (European College of Sports Science)
- 2002–2012 Vizepräsident der EFSMA (European Federation of Sportsmedicine)
- 2002–2010 Mitglied der medizinischen Kommission des EOC (European Olympic Committee)
- 2004–2008 Mitglied des Exekutivkomitees der FIMS (Federation Internationale de Medicine du Sport)
- 2008–2012 Vorsitzender der Wissenschaftskommission der FIMS
- 2015 Ehrenmitglied der EFSMA (European Federation of Sportsmedicine)